# Колеоптерология

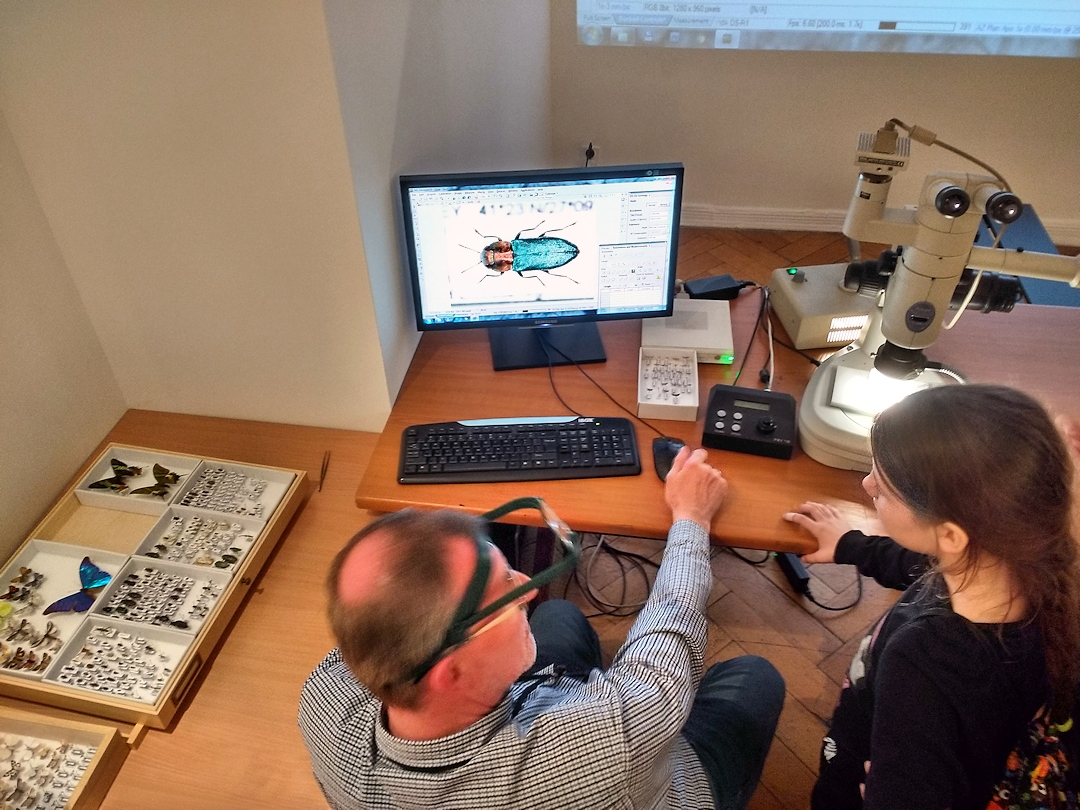
Колеоптерологи изучают жуков с помощью цифрового микроскопа

Колеоптероло́гия (от лат. coleoptera «Жуки» + греч. -λογία «наука») — раздел энтомологии, изучающий жуков (насекомых из отряда жёсткокрылых, лат. Coleoptera).
Колеоптеро́лог — учёный, занимающийся исследованиями в области колеоптерологии. Известным колеоптерологом был Чарльз Дарвин. Много новых представителей отряда, обитающих на территории России, описал Мочульский В. И., занимавшийся колеоптерологией в XIX веке.
В Зоологическом институте Российской Академии наук (РАН), находящемся в Санкт-Петербурге, колеоптерологией занимаются с момента его основания. Современным российским центром исследований жуков является Отделение жесткокрылых Лаборатории систематики насекомых ЗИН.

## Колеоптерологи
Список крупнейших специалистов по жукам.

### Англия
- Аллен, Энтони Адриан
- Кроусон, Рой

### Германия
- Иллигер, Иоганн Карл Вильгельм
- Панцер, Георг Вольфганг Франц
- Райттер, Эдмунд

### Дания
- Мюллер, Отто Фредерик

### Италия
- Джестро, Раффаэлло

### Россия
- Жерихин, Владимир Васильевич
- Кабаков, Олег Николаевич
- Кокуев, Никита Рафаилович (1848—1914)
- Крыжановский, Олег Леонидович
- Медведев, Глеб Сергеевич
- Медведев, Лев Никандрович
- Менетрие, Эдуард Петрович
- Мочульский, Виктор Иванович
- Семёнов-Тян-Шанский, Андрей Петрович
- Фишер фон Вальдгейм, Григорий Иванович
- Чичерин, Тихон Сергеевич (1869—1904) .
- Шодуар, Максимилиан
- Якобсон, Георгий Георгиевич

### США
- Агассис, Жан Луи Родольф
- Ross H. Arnett, Jr. (1919—1999), основатель журнала Coleopterist's Bulletin.
- Ньютон, Альфред Френсис

### Франция
- Жоффруа, Этьен-Луи (1725—1810)
- Обертюр, Рене (1852—1944)

### Эстония
- Эшшольц, Иоганн Фридрих фон

## Журналы
- The Coleopterist (Великобритания)
- The Coleopterists Bulletin (издается The Coleopterists Society, США)[1]
- Elytron (издается European Association of Coleopterology)